# Opochtli

Opochtli dargestellt im Codex Florentinus

Opochtli war einer der Götter des aztekischen Pantheons. Er galt als Gott des Fischfangs und der Jagd sowie als einer der Vertreter des Regengottes Tlaloc. Auf Nahuatl bedeutet sein Name Der Linke oder Der Linkshänder. Er war der Gott, der seinen Speer mit der linken Hand warf. Da die Azteken den Westen als primäre Himmelsrichtung sahen, lag der Süden gemäß ihrer Orientierung links. Opochtli war daher auch mit dem Süden assoziiert.

## Regen- und Wassergötter
Göttern, die mit Regen und Wasser in Verbindung gebracht wurden, kam im trockenen Heimatland der Azteken eine große Bedeutung zu. Neben Tlaloc, einem der Hauptgötter des Pantheons, gab es daher eine Vielzahl von Gehilfen (Tlaloques), die dem Hauptgott beim Wettermachen zur Hand gingen. Man stellte sie sich als Zwerge vor, die die Wasserkrüge vom Berg Tlalocan aus über das dürstende Land verteilten. Die Tlaloques machten aber auch Schnee, Nebel, Donner und Blitz. Gattin Tlalocs wiederum war Chalchiuhtlicue, der eher die zerstörerische Macht des Wassers zugeschrieben wurde. Zu den Regengöttern zählten außerdem die Tepictoton, der Wassergott Nappatecutli und nicht zuletzt auch Opochtli. Opochtli selbst wird außerdem mit Amimitl, dem Gott der Seen, und mit Atlaua, dem Herrn des Wassers, in Verbindung gebracht.

## Besonderheiten
Als charakteristisch in der Schar der Regen- und Wassergötter galt für Opochtli, dass man ihm die Erfindung des Fischfangs, der Fischernetze, des Ruders, der Reusen und des minacachalli zuschrieb. Der minacachalli war ein Speer, mit dem große Fische, aber auch Vögel und sonstiges Wildbret erbeutet wurde. Opochtli wurde vor allem in Dörfern verehrt, die am Wasser lagen. Man brachte ihm Nahrung und Pulque als Dankopfer und Copal als Rauchopfer dar.

## Belege
1. ↑  Jacques Soustelle: So lebten die Azteken am Vorabend der spanischen Eroberung, Seite 26
2. ↑  Günter Lanczkowski, Die Religion der Azteken, Maya und Inka Seite 47
3. ↑  Günter Lanczkowski: Die Religion der Azteken, Maya und Inka, Seite 46
4. ↑  Eduard Seler: Einige Kapitel aus dem Geschichtswerk des Fray Bernardino de Sahagun, zitiert nach Günter Lanczkowski